# Turniej o Koronę Bolesława Chrobrego – Pierwszego Króla Polski 2010

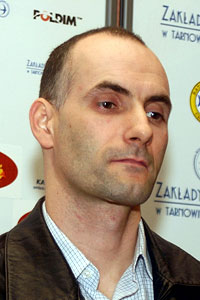
Tomasz Gollob wygrał trzeci turniej Bolesława Chrobrego w Gnieźnie

III Turniej o Koronę Bolesława Chrobrego – Pierwszego Króla Polski odbył się 29 maja 2010. Turniej wygrał Tomasz Gollob.

## Wyniki
- 29 maja 2010 (sobota), Gniezno
- Widzów – 8500

| Msc. | Zawodnik               | Klub                  | Pkt  |             |  |
| ---- | ---------------------- | --------------------- | ---- | ----------- |  |
| 1    | Tomasz Gollob          | Stal Gorzów Wlkp.     | 14+3 | (3,3,3,2,3) |  |
| 2    | Rune Holta             | Włókniarz Częstochowa | 10+2 | (3,3,1,1,2) |  |
| 3    | Nicki Pedersen         | Stal Gorzów Wlkp.     | 11+1 | (1,3,2,2,3) |  |
| 4    | Greg Hancock           | Falubaz Zielona Góra  | 13+0 | (3,2,2,3,3) |  |
| 5    | Andreas Jonsson        | Polonia Bydgoszcz     | 9    | (3,2,0,3,1) |  |
| 6    | Jason Crump            | WTS Wrocław           | 9    | (2,3,1,1,2) |  |
| 7    | Krzysztof Jabłoński    | Start Gniezno         | 8    | (0,2,3,1,2) |  |
| 8    | Adrian Miedziński      | KS Toruń              | 8    | (2,0,1,3,2) |  |
| 9    | Piotr Protasiewicz     | Falubaz Zielona Góra  | 7    | (1,0,3,2,1) |  |
| 10   | Rafał Dobrucki         | Falubaz Zielona Góra  | 6    | (2,2,0,1,1) |  |
| 11   | Adam Skórnicki         | PSŻ Poznań            | 6    | (1,1,2,2,0) |  |
| 12   | Denis Gizatullin       | Polonia Bydgoszcz     | 5    | (2,0,0,0,3) |  |
| 13   | Michał Szczepaniak     | Start Gniezno         | 5    | (0,1,3,0,1) |  |
| 14   | Adrian Gomólski        | Start Gniezno         | 5    | (0,1,1,3,w) |  |
| 15   | Tai Woffinden          | Włókniarz Częstochowa | 2    | (0,0,2,0,0) |  |
| 16   | Jason Doyle            | Start Gniezno         | 2    | (1,1,0,u,-) |  |
|      | rez. Marcin Wawrzyniak | Start Gniezno         | 0    | (0)         |  |
|      | rez. Wojciech Lisiecki | Start Gniezno         | ns   |             |  |

Bieg po biegu:
1. (63,47) Hancock, Gizatullin, Doyle, Woffinden
2. (63,25) Holta, Crump, Pedersen, Gomólski
3. (63,07) Gollob, Dobrucki, Skórnicki, Jabłoński
4. (64,22) Jonsson, Miedziński, Protasiewicz, Szczepaniak
5. (64,34) Pedersen, Hancock, Skórnicki, Protasiewicz
6. (64,72) Crump, Dobrucki, Szczepaniak, Gizatullin
7. (64,85) Holta, Jabłoński, Doyle, Miedziński
8. (64,63) Gollob, Jonsson, Gomólski, Woffinden
9. (65,42) Jabłoński, Hancock, Crump, Jonsson
10. (64,78) Gollob, Pedersen, Miedziński, Gizatullin
11. (65,84) Szczepaniak, Skórnicki, Gomólski, Doyle
12. (64,78) Protasiewicz, Woffinden, Holta, Dobrucki
13. (66,03) Hancock, Gollob, Holta, Szczepaniak
14. (65,66) Gomólski, Protasiewicz, Jabłoński, Gizatullin
15. (65,40) Jonsson, Pedersen, Dobrucki, Doyle (u4)
16. (65,66) Miedziński, Skórnicki, Crump, Woffinden
17. (66,19) Hancock, Miedziński, Dobrucki, Gomólski (w/u)
18. (66,22) Gizatulin, Holta, Jonsson, Skórnicki
19. {64,79) Gollob, Crump, Protasiewicz, Wawrzyniak
20. (65,50) Pedersen, Jabłoński, Szczepaniak, Woffinden
21. (FINAŁ) (65,25) Gollob, Holta, Pedersen, Hancock